# An Idyl of Work

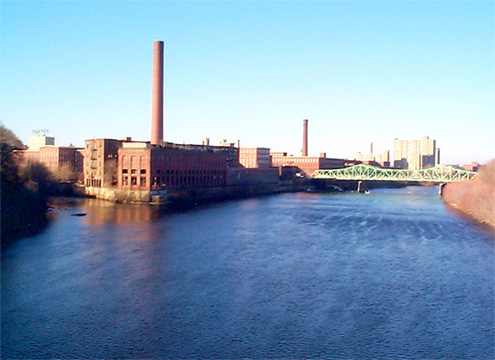
Zakłady włókiennicze w Lowell w stanie Massachusetts. W tej fabryce w pracowała jako młoda dziewczyna Lucy Larcom

An Idyl of Work – poemat amerykańskiej poetki Lucy Larcom, opublikowany w Bostonie w 1875 nakładem oficyny James R. Osgood and Company. Utwór został opatrzony dedykacją dla pracujących kobiet: To working women, this book is dedicated by one of their sisterhood. Poetka wykorzystała w nim swoje własne doświadczenia z czasu, gdy pracowała w fabryce tekstylnej. Jest on jej pierwszym i jedynym utworem epickim. Został napisany w większości wierszem białym (blank verse), czyli nierymowanym pentametrem jambicznym, to znaczy sylabotonicznym dziesięciozgłoskowcem, w którym akcenty padają na parzyste sylaby wersu.

In latter April, earth one bud and leaf,
Three girls looked downward from their windowperch:
Three maidens in their different maiden-bloom;
Three buds in their rough calyxes, - for sweet
And rosebud-like is girlhood everywhere;
In culture or wild freedom, lovely still
With promises of all the undawned years.
Three damsels at a casement in old time,
In some high castle-turret, where they wrought
Tapestry for royal mistresses, had been
A picture for a painter, or a theme
For a stray minstrel: full as worthy these.